# Liste der Monuments historiques in Soulangis
Die Liste der Monuments historiques in Soulangis führt die Monuments historiques in der französischen Gemeinde Soulangis auf.

## Liste der Objekte
| Bezeichnung                            | Beschreibung                     | Standort                       | Kennzeichnung | Schutzstatus | Datum | Bild |
| -------------------------------------- | -------------------------------- | ------------------------------ | ------------- | ------------ | ----- | ---- |
| Grabplatte für Jean Jacques de Cambray | Stein, Ende des 16. Jahrhunderts | in der Kirche St-Martin (Lage) | PM18000403    | Classé       | 1908  |      |
| Glocke                                 | Bronze, 15. Jahrhundert          | in der Kirche St-Martin (Lage) | PM18000402    | Classé       | 1908  |      |